# Вешпаркар

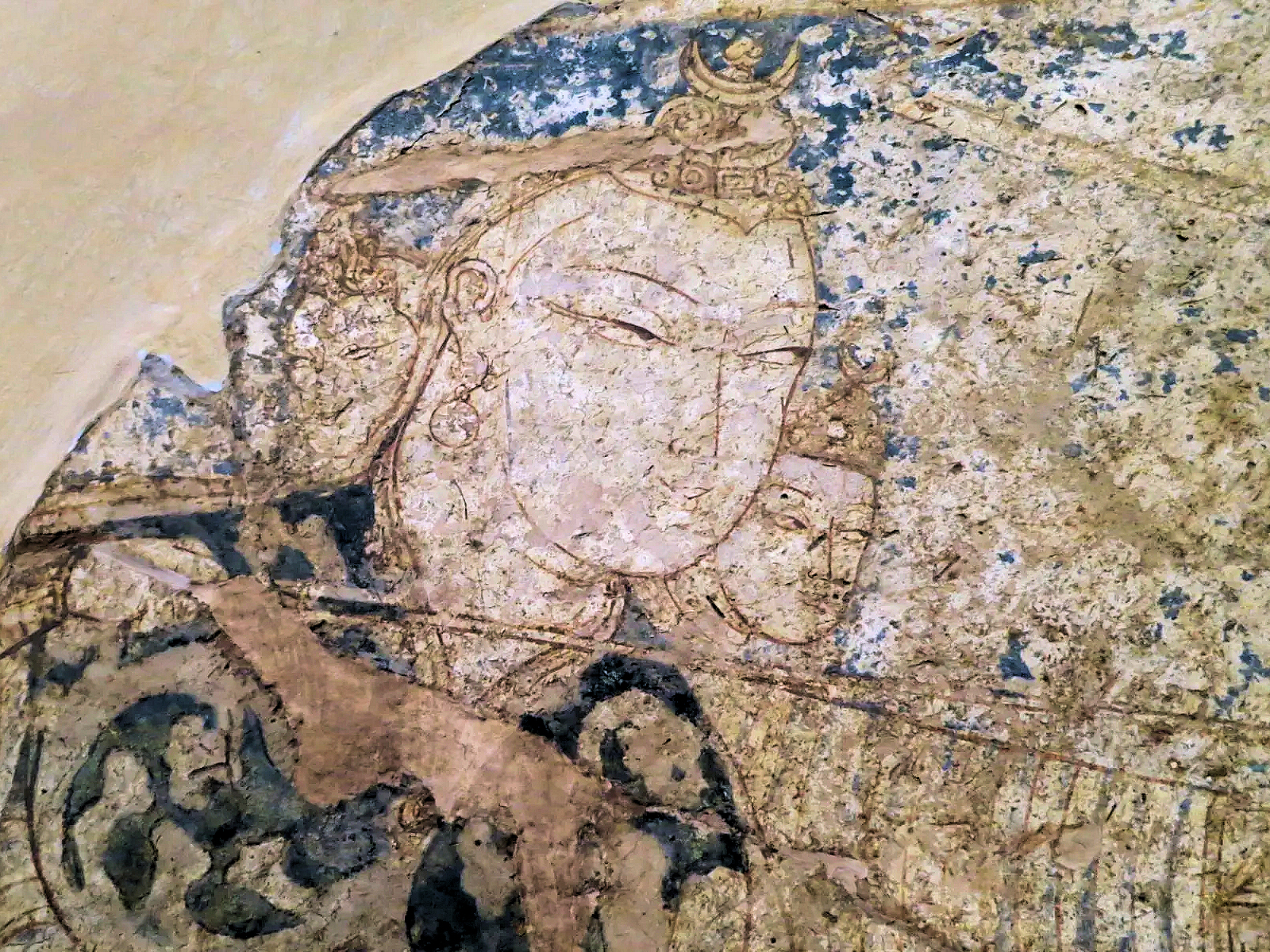
Изображение бога Вешпаркара с луком, Кала-и Кахкаха I, Бунджикат, Уструшана, VIII—IX вв. н. э., Национальный музей древностей Таджикистана

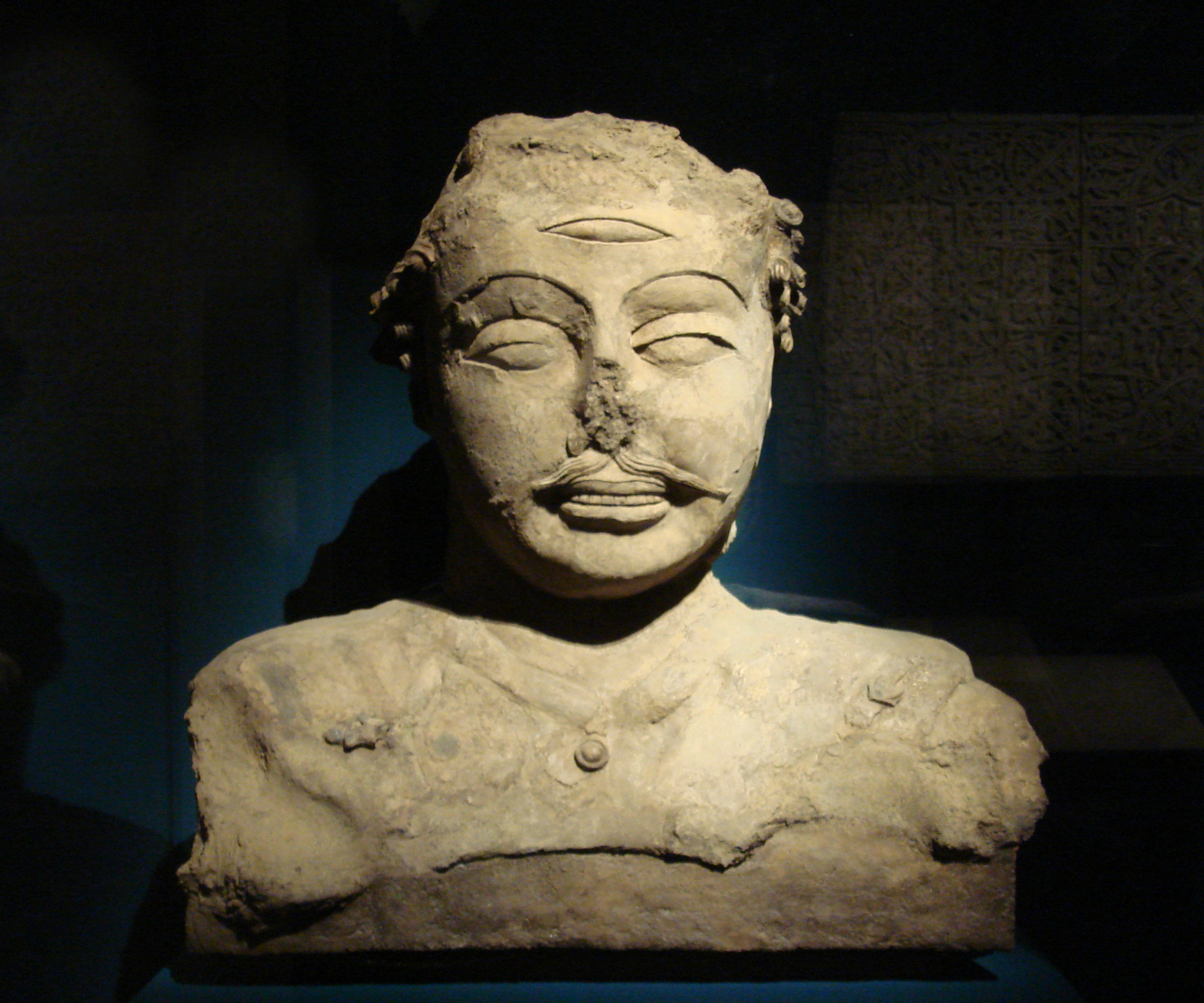
Вешпаркар, VII век, Кува (Фергана), Узбекистан

Вешпаркар — согдийский бог атмосферы и ветра. Он соответствует авестийскому богу Вайу. В Средней Азии Вешпаркар также ассоциировался с индийским богом Шивой.
К VI—VIII вв. относятся многочисленные сцены поклонения богам в храмах, дворцах и домах Пенджикента, Самарканда, Варахши под Бухарой, Шахристана (резиденция правителя Уструшаны — области, населённой согдийцами к северо-востоку от Самаркандского Согда). Не всегда легко бывает различить сильно индианизированные под влиянием иконографии Шивы образы таких согдийских богов, как, например, Бог ветра Вешпаркар, похожий на Махадеву от изображений самого Шивы, культ которого проник в Бактрию и Согд. Если танцующий бог в «позе стрелка из лука» при всех своих индийских признаках включён в типично согдийскую культовую сцену с почитателями в местной одежде с местными ритуальными предметами — переносным алтарём огня и пучком веток (барсом), то уже упоминавшаяся группа с Шивой и Парвати, хотя и имеет согдийские элементы, в целом едва ли допускает иранскую (в широком смысле слова) интерпретацию.
В настенной живописи Пенджикента согдийский бог Вешпаркар изображён в полный рост, его тело обвивает шнур с бубенцами.
Согласно Н. Н. Негматову, надпись Вешпаркар представляет собой согдийскую передачу санскритского слова Вишвакарман и обозначает «творец всего». Вешпаркар-Вишвакарман, изображавшийся как четырёхрукий и трёхглавый сидящий на лошади мужчина, был одним из трёх главных объектов почитания в доисламской Уструшане. Уструшанское изображение Вешпаркара отличается от индуистских и буддистских изображений Вишвакармана сильнее, чем пенджикентское: пропали многие индийские начала, его не сопровождает женский лик, у него меньше рук, на плечах нет пламени, а на оплечьях — голов животных.
По утверждению Б. И. Маршака, помимо согдийских буддистов и адептов пенджикентской религии, Вешпаркар почитался также и манихеями. По количеству сохранившихся изображений, Вешпаркар занимает третье место среди всех согдийских богов.